# Kantatie 80
Pour les articles homonymes, voir Route 80.
La route principale 80 (en finnois : Kantatie 80 est une route principale allant de Sodankylä à Kolari en Finlande.

## Description
La route principale 80 traverse le bassin versant entre les bassins fluviaux du Kemijoki et de l'Ounasjoki et jusqu'à la vallée de Tornionjoki. 
La route est une route étroite typique de Laponie. 
La route est la route la plus au nord et la plus importante reliant la Laponie orientale et la Laponie occidentale (si la route Hetta-Kautokeino-Karasjok-Karigasniemi du côté norvégien est exclue).

## Parcours
La route parcourt les municipalités suivantes :
- Sodankylä
- Kittilä
- Kolari